# Даріуш Ратайчак
Даріуш Ратайчак (пол. Dariusz Ratajczak; 18 листопада 1962, Ополе — червень 2010) — польський історик, публіцист і правий активіст.

## Життєпис
Закінчив історичний факультет університету Адама Міцкевича у Познані. Працював в університеті в Ополе, досліджував історію зіткнень між литовськими «лісовими братами» і польською «Армією Крайовою» у Віленському краї, отримав докторський ступінь.
У 1999 році накладом у 230 примірників видав книгу «Небезпечні теми» (Tematy niebezpieczne), в якій він висловив сумніви у кількості жертв Голокосту. Даріуш спільно з Юргеном Графом і іншими ученими, що спеціалізуються з тематики Голокосту, провів комплексне дослідження концтаборів, розташованих на території Польщі. У своїй книзі Ратайчак погодився з ревізіоністами Голокосту, які заявляють, що з технічних причин просто неможливо було вбити мільйони людей в нацистських газових камерах. На думку Ратайчака, «Циклон-Б» застосовувався винятково для дезінфекції, у нацистів не було плану систематичного знищення євреїв, а більшість вчених, які вивчають дану тему, «сповідують релігію Голокосту».
Тим часом в січні 1999 року у Польщі було ухвалено закон, який передбачав кримінальне покарання за заперечення Голокосту. Пан Ратайчак став першою людиною, до якого був застосований новий закон. Для початку його відсторонили від викладання історії в університеті. Надалі його чекав багаторічний судовий розгляд і подальші проблеми з прокуратурою, які зламали його життя. Витрати сили часу й грошей на адвоката і експертизи розорили його і його родину.
Суд, що відбувся, виніс Ратайчаку моральний осуд «з огляду на крихітного тиражу книги і, відповідно, малого громадського збитку». Однак кар'єру професору зламали геть, і під сильним тиском глави Польської єврейської громади Владислава Краєвського всі польські вищі навчальні заклади відмовили в кафедрі доктору історичних наук. Після звинувачень в антисемітизмі Ратайчак не міг знайти роботу ні в наукових установах, ні навіть у бібліотеках.
Вже після звільнення Ратайчак стверджував, що він не заперечує сам факт Голокосту, але вважає за необхідне ґрунтуватися виключно на доведених фактах в питанні підрахунку жертв.
Залишившись без коштів на існування, історик влаштувався працювати спочатку охоронцем, а потім комірником в одну з місцевих фірм, але й там йому не давали спокою. Численні громадські організації подавали нескінченні апеляції буквально по кожній дії опального професора. Його цілком нейтральні публікації в пресі викликали цькування у ЗМІ, а спроби виставити свою кандидатуру на виборах всіх рівнів незмінно приводили до гучних скандалів і зривів виборчої компанії ще на стадії висунення.
Незадовго до смерті він купив автомобіль Рено Кенго, на якому курсував між Голландією і Польщею, возив з тюльпани для квіткових магазинів.
Тіло Ратайчака було виявлено 11 червня 2010 року в Нижній Сілезії, в його власному автомобілі. Труп вже встиг розкластися, Даріуш Ратайчак помер приблизно за два тижні до того, як було знайдене тіло, хоча машина з його трупом з'явилася на стоянці за два дні до свого виявлення. Експерти назвали причиною смерті отруєння алкоголем.

## Друковані роботи
- Polacy na Wileńszczyźnie 1939—1944 (Opole 1990)
- Świadectwo księdza Wojaczka (Opole 1994)
- Krajowa Armia Podziemna w powiecie prudnickim 1949—1952 (у співавторстві, Opole-Gliwice 1996)
- Tematy niebezpieczne (Opole 1999)
- Tematy jeszcze bardziej niebezpieczne (Kociaty, New York, 2001)
- Inkwizycja po polsku, czyli sprawa dr Dariusza Ratajczaka (Poznań 2003)
- Prawda ponad wszystko (Opole 2004)
- Spowiedź «antysemity» (Opole 2005)

## Виноски
1. ↑  http://www.iraq-war.ru/article/227794
2. ↑  У Польщі загадково загинув історик, який заперечував Голокост. Архів оригіналу за 26 червня 2010. Процитовано 23 червня 2010.
3. ↑  Холокост ценою в жизнь. Архів оригіналу за 24 червня 2010. Процитовано 23 червня 2010.
4. ↑  Zatrucie alkoholowe przyczyną śmierci dra Ratajczaka. Gazeta Wyborcza Opole (польською) . Gazeta Wyborcza. 5 липня 2010. Архів оригіналу за 24 липня 2010. Процитовано 6 вересня 2010. Sekcja zwłok wykazała, że umarł z powodu zatrucia alkoholem.